# Zanowinie
Zanowinie – wieś w Polsce położona w województwie lubelskim, w powiecie chełmskim, w gminie Dorohusk.
W latach 1975–1998 miejscowość administracyjnie należała do województwa chełmskiego. 
Wieś jest sołectwem w gminie Dorohusk. Według Narodowego Spisu Powszechnego (III 2011 r.) liczyła 81 mieszkańców i była dwudziestą co do wielkości miejscowością gminy Dorohusk.
Wierni Kościoła rzymskokatolickiego należą do parafii św. Jana Nepomucena w Dorohusku.

## Części wsi
| SIMC    | Nazwa      | Rodzaj    |
| ------- | ---------- | --------- |
| 0103102 | Bukijowiec | część wsi |
| 0103119 | Łysobyki   | część wsi |

## Historia
Zanowinie, wieś i folwark w powiecie chełmskim gminie Turka, parafii  rzymskokatolickiej Świerze, greckokatolickiej Husynne. Folwark Zanowinie alias Łysobyki, wchodził w skład dóbr Husynne. Wieś w roku 1883 posiadała 10 osad i 270 mórg. Według lustracji z 1827 było 11 domów i 70 mieszkańców.